# St. Nikolaus (Füssen)

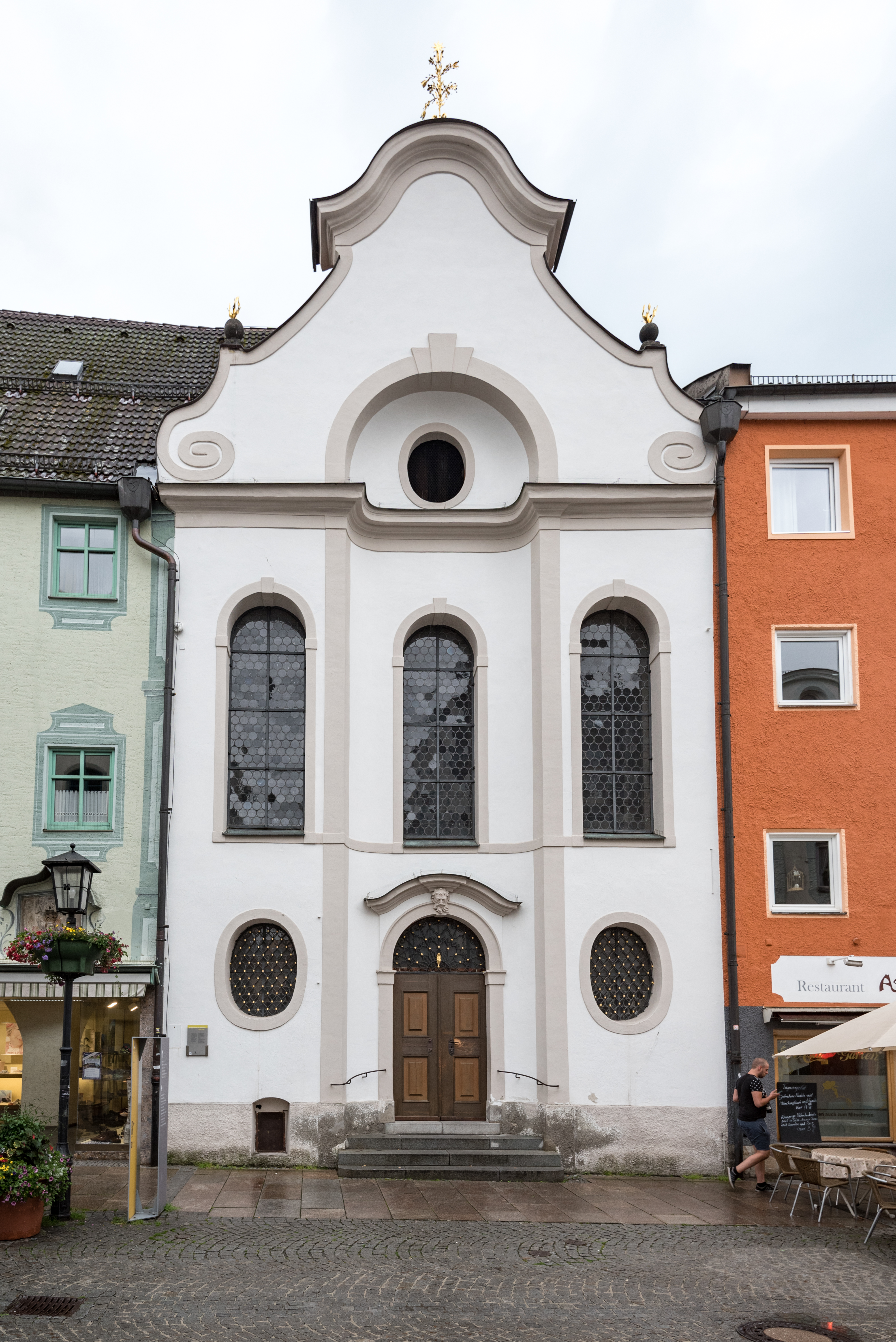
Krippkirche

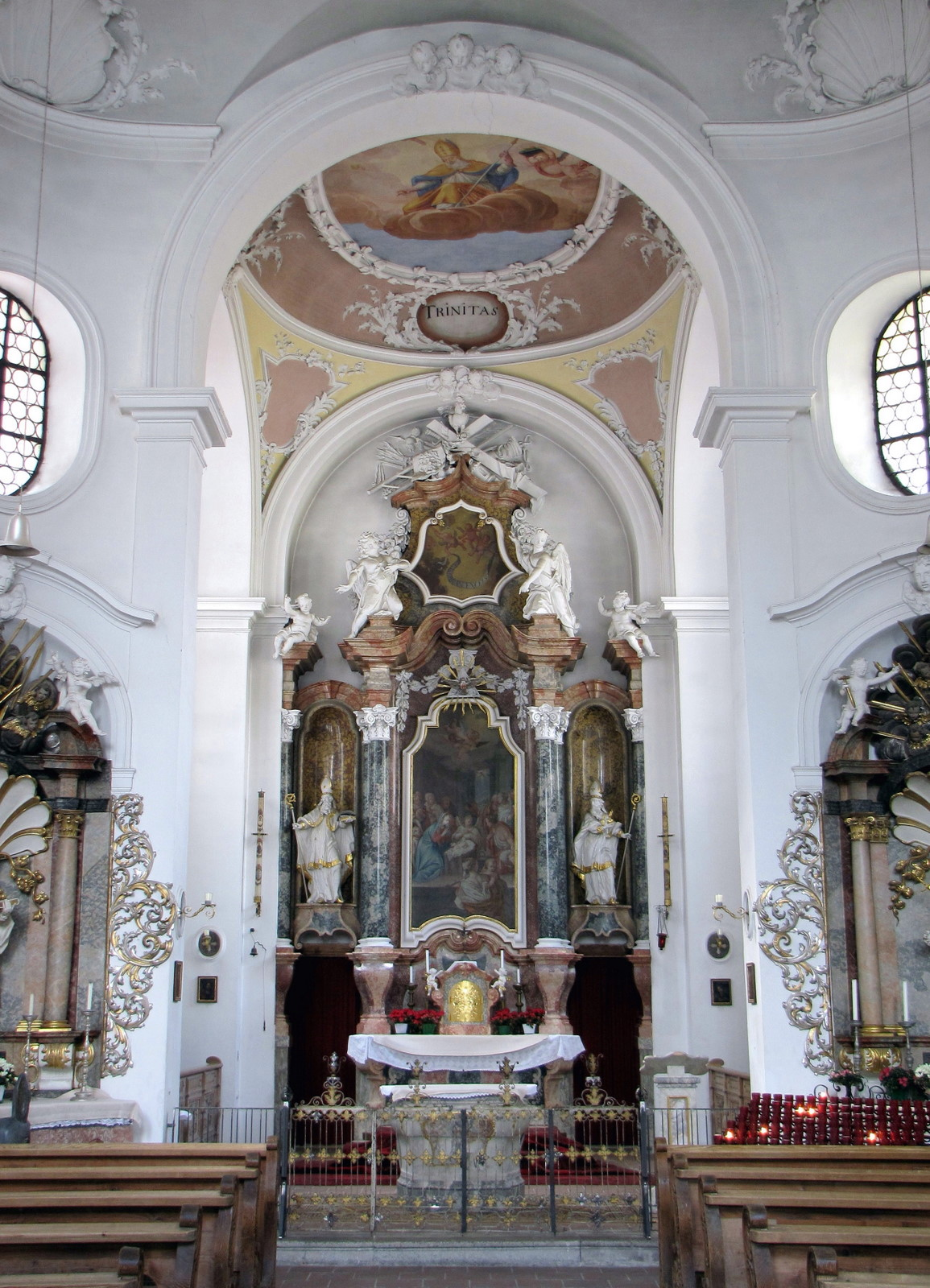
Innenansicht zum Chor

St. Nikolaus ist eine römisch-katholische Kirche in Füssen. Aufgrund ihres Altarbilds mit einer Krippenszene wird sie meist Krippkirche genannt. Sie wurde im frühen 18. Jahrhundert im Stil des Barock gebaut.

## Lage
Die Krippkirche liegt in der Altstadt von Füssen an der Reichenstraße, die historisch die Hauptdurchgangsstraße von Füssen war und heute eine Fußgängerzone ist. Sie hat die Hausnummer  31 und ist eingebettet in die Häuserzeile an der westlichen Seite der Straße. Die Kirche liegt in Sichtachse der Schrannengasse, die ihr gegenüber in die Reichenstraße einmündet.

## Geschichte

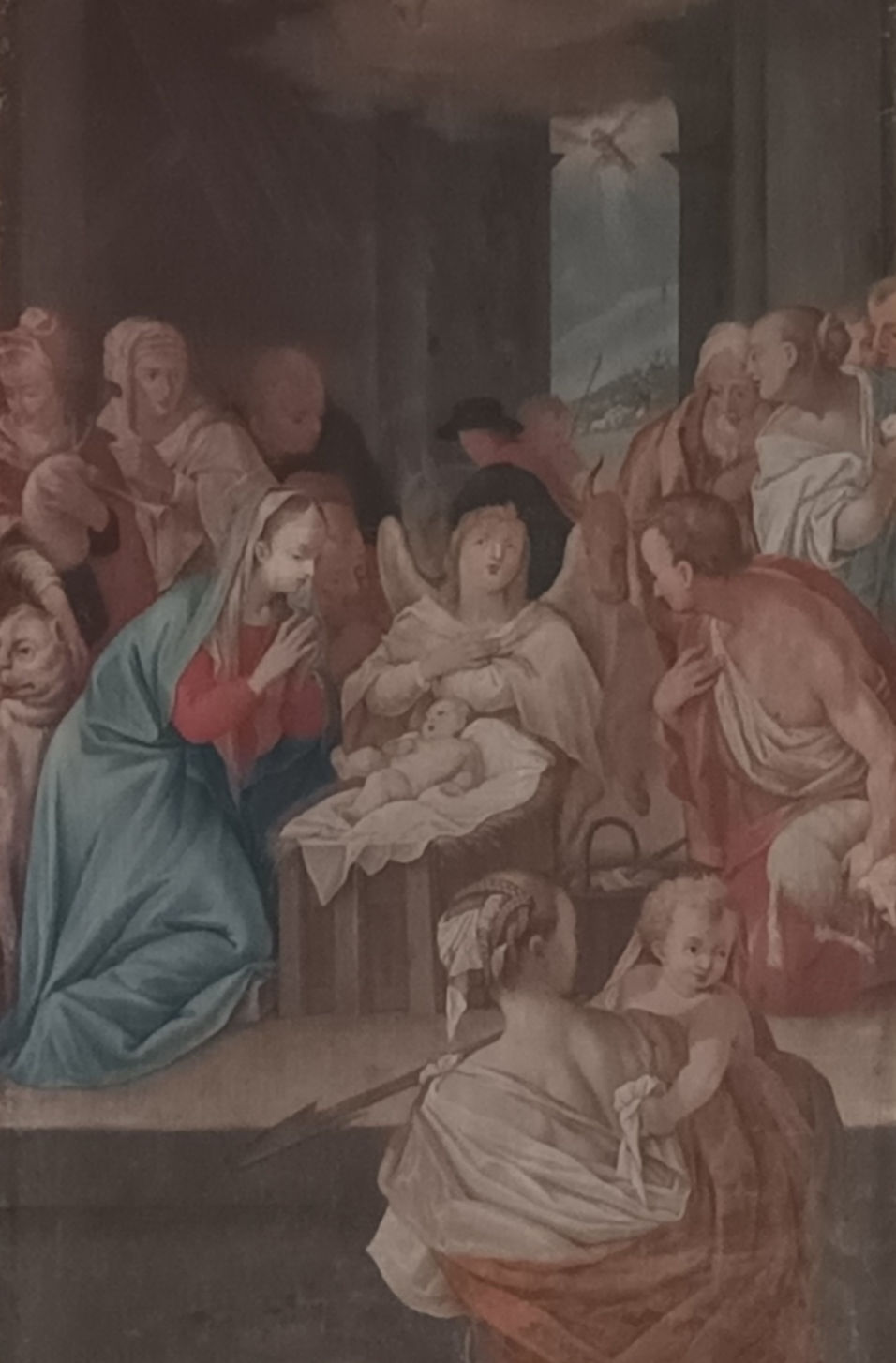
Das Altarbild mit Krippenszene wurde noch von Johann Jakob Herkomer begonnen

Nachdem die Jesuiten 1611 nach Füssen gekommen waren, bauten sie einen Stall hinter der Stelle der heutigen Krippkirche zu einer einfachen Kapelle um und benannten sie Unserer Lieben Frau in der Krippe. Als sie 1627 Füssen wieder verließen, übernahmen die aus Tirol kommenden Franziskaner die Kapelle. Diese bezogen wenig später am östlichen Rand der Stadt das Franziskanerkloster Füssen und die Kapelle wurde vernachlässigt. 1641 übergab der Augsburger Bischof Heinrich V. die bisher zum Kapitel Füssen gehörende Stephanskirche den Franziskanern und als Entschädigung die Krippkapelle dem Kapitel Füssen.
1717 beauftragte der Abt des Benediktinerklosters St. Mang den Baumeister Johann Jakob Herkomer, am Ort der Kapelle eine neue Kirche zu errichten. Herkomer hatte wenige Jahre zuvor den Umbau des Klosters St. Mang entworfen. Geldgeber für die neue Kirche war der aus Enzensberg bei Füssen stammende Pfarrer Peter Martin. Die Kirche sollte den Namen St. Nikolaus erhalten, da die Nikolauskapelle von St. Mang zu einer Gruft umgebaut worden war. Kurz nach Baubeginn starb Herkomer. Sein Neffe Johann Georg Fischer führte den Bau fort und stellte ihn 1718 fertig.
Von 1978 bis 1980 wurde die Kirche umfassend renoviert. Das Kirchengebäude ist mit Ausstattung in die Bayerische Denkmalliste eingetragen. Heute wird die Krippkirche außer von der katholischen Pfarreiengemeinschaft Füssen auch von der syrisch-orthodoxen Gemeinde in Füssen genutzt.

## Architektur
Das Gebäude ist ein schmaler, langgestreckter, einschiffiger Saalbau mit Satteldach und einem kleinen Dachreiter. Der Boden liegt vier Stufen über dem Straßenniveau, da das Gebäude auf einem zum Nachbarhaus gehörenden Gewölbekeller gebaut wurde. Die Fassade im Stil des Barock hat einen Volutengiebel, eine Mittelachse mit weit aufsteigender korbbogiger Nische, sowie Hochoval- und Rundbogenfenster.

## Ausstattung
Die Ausstattung wurde weitgehend von Johann Jakob Herkomer entworfen. Sie ist geprägt von dezentem Stuck, einem prachtvollen Hochaltar und einem Chorfresko des hl. Nikolaus.
Der Hochaltar aus Stuckmarmor ist von Dominikus Zimmermann (1719). Das Altarbild ist ein Ölgemälde, das Maria bei der Anbetung des Christkinds in der Krippe zeigt. Das Motiv ist wohl ein Verweis auf die Vorgängerkapelle. Das Bild wurde von Johann Jakob Herkomer begonnen und von Franz Georg Hermann vollendet (1721). In den Seitennischen des Altars sind heute Figuren des hl. Ulrich und hl. Augustinus (um 1720) aus dem Umfeld von Anton Sturm, die sich bis Mitte des 20. Jahrhunderts in einer Kapelle auf dem Kalvarienberg befanden.
Das Chorfresko ist von  Joseph Obermiller (1719), die Stuckierung von Thomas Seitz, Paul Geyr und Johann Bader (1719). Die Seitenaltäre haben Holzfiguren des hl. Nikolaus und der Schmerzensmutter (um 1720). An der rechten Seitenwand ist ein Missionskreuz mit zwei Querbalken und Christusfigur (1718). Seitenaltäre und Missionskreuz werden Thomas Seitz zugeschrieben. An der linken Seitenwand hängt seit neuerer Zeit ein großes Gemälde der Verklärung Christi von Balthasar Riepp (1764), das sich ursprünglich über dem Hochaltar der Klosterkirche von St. Mang befand.